# Omboué
Omboué ist eine Kommune und Hauptstadt des gabunischen Departement Etimboué innerhalb der Provinz Ogooué-Maritime im äußersten Westen von Gabun. Mit Stand von 2013 wurde die Einwohnerzahl auf 2009 bemessen. Sie liegt auf Meereshöhe. Es gibt  einen Flughafen (IATA-Code OMB).

## Söhne und Töchter der Stadt
- Jean Ping (* 1942), Politiker
- Charles Tchen (* 1950), Ingenieur und Geschäftsmann